# بال یا ران
بال یا ران (انگلیسی: The Wing or the Thigh) فیلمی فرانسوی در سبک کمدی به کارگردانی کلود زیدی است که در سال ۱۹۷۶ منتشر شد. از بازیگران آن می‌توان به لوئی دوفونس، ژان مارتین، ویتوریو کاپریولی و کلود زیدی اشاره کرد.

## موضوع فیلم
«چارلز داچمین»، خوراک‌شناسی مشهور و ناشر راهنمای مشهور رستوران داری، نبردی سخت علیه آشپزی صنعتی آغاز می‌کند تا هنر آشپزی فرانسوی را نجات دهد...